# (15628) Gonzales
(15628) Gonzales (2000 HA53) – planetoida z pasa głównego asteroid okrążająca Słońce w ciągu 3,29 lat w średniej odległości 2,21 j.a. Odkryta 29 kwietnia 2000 roku.